# Ли Катермол
Ли Бари Катермол (енгл. Lee Barry Cattermole; 21. март 1988) бивши је енглески фудбалер који је играо на позицији дефанзивног везно играча.
Након што је прошао омладинску академију Мидлсброа, заиграо је за први тим клуба 2005. године где је током три сезоне постао један од стандардних првотимаца. Након једне сезоне у Вигану, прешао је у Сандерланд где је већ током друге сезоне зарадио капитенску траку коју је носио три сезоне када га је заменио Џон О’Шеј. У Сандерланду је провео десет сезона и током тог периода је скупио преко 250 наступа.
Наступао је за бројне младе репрезентације Енглеске, али никада није наступао за сениорску.
Био је познат као оштар и тврд у одбрани због чега је често био санкционисан картонима.